# Trevon Diggs
Pour les articles homonymes, voir Diggs (homonymie).
(en) Statistiques sur pro-football-reference
Trevon De'Sean Diggs, né le 20 septembre 1998 à Gaithersburg, est un sportif professionnel américain de football américain jouant au poste de cornerback dans la National Football League (NFL) depuis la saison 2020 pour la franchise des Cowboys de Dallas.
Auparavant, il a joué pendant quatre saisons (2016-2019) au football américain universitaire pour le Crimson Tide représentant l'université de l'Alabama au sein de la NCAA Division I FBS et sa Southeastern Conference (SEC). Il y remporte la finale nationale universitaire au terme de la saison 2017 et en 2019 est sélectionné dans la 1re équipe de la SEC, et la 3e All-America.
Sélectionné en 5e choix global lors du premier tour de la draft 2020 par les Cowboys de Dallas, il y performe en étant leader de la ligue au terme de la saison 2021 au nombre d'interceptions (11) et en obtenant une sélection All-Pro (en 2021) ainsi que deux sélections pour le Pro Bowl au terme des saisons 2021 et 2022.
Il est le frère de Stefon Diggs, jouant au poste de wide receiver dans la NFL depuis la saison 2015 et depuis 2025 pour les Patriots de la Nouvelle-Angleterre.

## Statistiques
| Année       | Équipe                    | Statut      | MJ |       | Plaquages | Plaquages | Plaquages | Plaquages |       | Interceptions | Interceptions | Interceptions | Interceptions |  | Fumbles | Fumbles |
| Année       | Équipe                    | Statut      | MJ | Total | Seul      | Ast.      | Sacks     | Nb.       | Yards | Déf.          | TD            | Nb.           | Rec.          |  |         |         |
| 2016        | Crimson Tide de l'Alabama | Fr.         | 15 | 05    | 02        | 03        | 0         | 0         | 0     | 0             | 0             | 1             | 0             |  |         |         |
| 2017        | Crimson Tide de l'Alabama | So.         | 13 | 06    | 03        | 03        | 0         | 0         | 0     | 3             | 0             | 0             | 0             |  |         |         |
| 2018        | Crimson Tide de l'Alabama | Jr.         | 06 | 20    | 18        | 02        | 0         | 1         | 0     | 6             | 0             | 1             | 0             |  |         |         |
| 2019        | Crimson Tide de l'Alabama | Sr.         | 12 | 37    | 20        | 17        | 0         | 3         | 79    | 8             | 0             | 0             | 2             |  |         |         |
| Totaux NCAA | Totaux NCAA               | Totaux NCAA | 46 | 68    | 43        | 25        | 0         | 4         | 79    | 17            | 1             | 2             | 2             |  |         |         |

| Année      | Équipe            | MJ |                 | Plaquages       | Plaquages       | Plaquages       | Plaquages       |                 | Interceptions   | Interceptions   | Interceptions | Interceptions |  | Fumbles | Fumbles |
| Année      | Équipe            | MJ | Total           | Seul            | Ast.            | Sacks           | Nb.             | Yards           | Déf.            | TD              | Nb.           | Rec.          |  |         |         |
| 2020       | Cowboys de Dallas | 12 | 58              | 49              | 9               | 1,0             | 03              | 043             | 14              | 0               | 1             | 0             |  |         |         |
| 2021       | Cowboys de Dallas | 16 | 52              | 43              | 9               | 0,0             | 11              | 142             | 21              | 2               | 0             | 0             |  |         |         |
| 2022       | Cowboys de Dallas | 17 | 59              | 50              | 9               | 0,0             | 03              | 010             | 14              | 0               | 0             | 1             |  |         |         |
| 2023       | Cowboys de Dallas | 02 | 04              | 04              | 0               | 0,0             | 01              | 08              | 03              | 0               | 1             | 0             |  |         |         |
| 2024       | Cowboys de Dallas | 11 | 52              | 45              | 7               | 0,0             | 02              | 01              | 11              | 0               | 0             | 0             |  |         |         |
| 2025       | Cowboys de Dallas | ?  | Saison en cours | Saison en cours | Saison en cours | Saison en cours | Saison en cours | Saison en cours | Saison en cours | Saison en cours | ?             | ?             |  |         |         |
| Totaux NFL | Totaux NFL        | 58 | 215             | 181             | 34              | 1,0             | 20              | 204             | 63              | 2               | 2             | 1             |  |         |         |

| Année      | Équipe            | MJ |                     | Plaquages           | Plaquages           | Plaquages           | Plaquages           |                     | Interceptions       | Interceptions       | Interceptions | Interceptions |  | Fumbles | Fumbles |
| Année      | Équipe            | MJ | Total               | Seul                | Ast.                | Sacks               | Nb.                 | Yards               | Déf.                | TD                  | Nb.           | Rec.          |  |         |         |
| 2021       | Cowboys de Dallas | 1  | 4                   | 4                   | 0                   | 0,0                 | 0                   | 0                   | 0                   | 0                   | 0             | 0             |  |         |         |
| 2022       | Cowboys de Dallas | 2  | 6                   | 3                   | 3                   | 0,0                 | 0                   | 0                   | 0                   | 0                   | 0             | 0             |  |         |         |
| 2023       | Cowboys de Dallas | 0  | Blessé n'a pas joué | Blessé n'a pas joué | Blessé n'a pas joué | Blessé n'a pas joué | Blessé n'a pas joué | Blessé n'a pas joué | Blessé n'a pas joué | Blessé n'a pas joué | -             | -             |  |         |         |
| Totaux NFL | Totaux NFL        | 3  | 10                  | 7                   | 3                   | 0,0                 | 0                   | 0                   | 0                   | 0                   | 0             | 0             |  |         |         |